# Istituto tecnico nautico Marcantonio Colonna
L'istituto tecnico logistica e trasporti Marcantonio Colonna (ex istituto nautico) è un istituto di istruzione secondaria di secondo grado di Roma; istituito nel 1937, su ordine dell'allora Capo del Governo Benito Mussolini sorge nel quartiere Ostiense nei pressi di ponte Marconi ed è destinato alla formazione della gente di mare nelle specialità di coperta e di macchine, ovvero degli allievi aspiranti al Comando di navi di marina mercantile o aspiranti alla direzione di macchina di navi di marina mercantile, nonché alla formazione dei periti per le costruzioni navali.

## Storia
L'I.T.L.T. Colonna è un istituto nato il 16 ottobre del 1937 per volere del governo dell'epoca, che volle affermare la vocazione marinara dell'Italia e quindi dotare Roma di un istituto nautico. Come sede inizialmente fu scelto il lido di Ostia, il cui progetto prevedeva la costruzione di un edificio a forma di nave.
Per l'inizio del corso di studi del regio istituto nautico di Roma fu fissato il giorno 16 ottobre del 1937, l'atto istitutivo, però, fu emesso solo il 17 maggio del 1938. 
La durata del corso fu inizialmente fissata in 4 anni, successive disposizioni intervennero a regolarne l'ammissione, la durata e il contenuto dei corsi.
In attesa della costruzione della sede, l'istituto veniva ospitato presso la scuola primaria (ex elementare) del lido.
La costruzione dell'istituto iniziava il 10 giugno 1939 con la cerimonia della posa della prima pietra avvenuta alla presenza delle massime autorità politiche, militari ed ecclesiastiche; lo stanziamento previsto era di lire 9.240.000. 
L'inaugurazione era programmata per il giorno 21 aprile del 1941, il giorno del natale di Roma. L'area era di circa 13 000 m².
Per i poi noti eventi bellici il progetto non fu più realizzato, seguito ad un'ordinanza tedesca che imponeva lo sgombero di Ostia, l'istituto nel 1943 fu trasferito a Roma, nel tempo cambiò varie sedi, fino al 1970 quando fu trasferita nell'attuale sede di via Pincherle 201 al termine dei lavori di costruzione.
Nel 1966 presso i Cantieri Benetti di Viareggio, fu ultimata la costruzione della nave-scuola Marcantonio Colonna (lunghezza 39 metri, stazza 400 tonnellate) di proprietà dell'istituto. Ma nel 1975 venuti meno i contributi, la scuola dovette vendere la nave alla Guardia di Finanza.